# Sedlčany
Sedlčany (in tedesco Seltschan) è una città della Repubblica Ceca facente parte del distretto di Příbram, in Boemia Centrale.
Nel castello sito nella frazione di Třebnice (ted. Trebnitz) vi nacque, nel 1766, Josef Radetzky, generale dell'esercito imperiale austriaco e governatore del Lombardo-Veneto.